# Base de plein air et de loisirs
En base de plein air et de loisirs (også kendt under forkortelsen BPAL) er et område der er særligt udlagt til at befolkningen kan udøve sport og andre fritidsaktiviteter under åben himmel. Området skal ligge i et naturområde, tæt på de mennesker, som det skal betjene og det skal være åbent for alle.